# Фаэтонка
Фаэтонка, Футан (ингуш. Футта, чечен. Хlутта) — река в России, протекает в Ингушетии и Чечне (устьевая часть). Устье реки находится в 25 км по левому берегу реки Фортанги, в южной части села Бамут. Длина реки — 22 км, площадь водосборного бассейна — 90,8 км².

## Данные водного реестра
По данным государственного водного реестра России относится к Западно-Каспийскому бассейновому округу, водохозяйственный участок реки — Сунжа от истока до города Грозный. Речной бассейн реки — Реки бассейна Каспийского моря междуречья Терека и Волги.
Код объекта в государственном водном реестре — 07020001112108200005574.